# 서천로
서천로(Seocheon-ro)는 경기도 수원시 영통구 영통동에서 화성시 반월동 반월삼거리를 잇는 경기도의 도로이다.

## 주요 경유지
경기도
- 수원시 영통구 (영통동) - 용인시 기흥구 (서농동) - 화성시(동탄동)

## 노선
| 이름                               | 접속 노선                   | 소재지 | 소재지 | 비고 |
| ---------------------------------- | --------------------------- | ------ | ------ | ---- |
| 서천사거리                         | 지방도 제315호선 (덕영대로) | 수원시 | 영통구 |      |
| 서경삼거리                         |                             | 용인시 | 기흥구 |      |
| (이름없음)                         | 서천동로                    | 용인시 | 기흥구 |      |
| 서농동 행정복지센터 (서천지하차도) | 서천동로                    | 용인시 | 기흥구 |      |
| (도시지원시설입구)                 | 서천로201번길 서천로202번길 | 용인시 | 기흥구 |      |
| 후문 교차로                        | 삼성1로6길                  | 화성시 | 동탄동 |      |

## 주요 건물및 시설
- 파리바게뜨 용인서천마을점 (서천로 121/서천동 813)
- GS칼텍스 서천신도시주유소 (서천로 190/농서동 411)